# Six Organs of Admittance

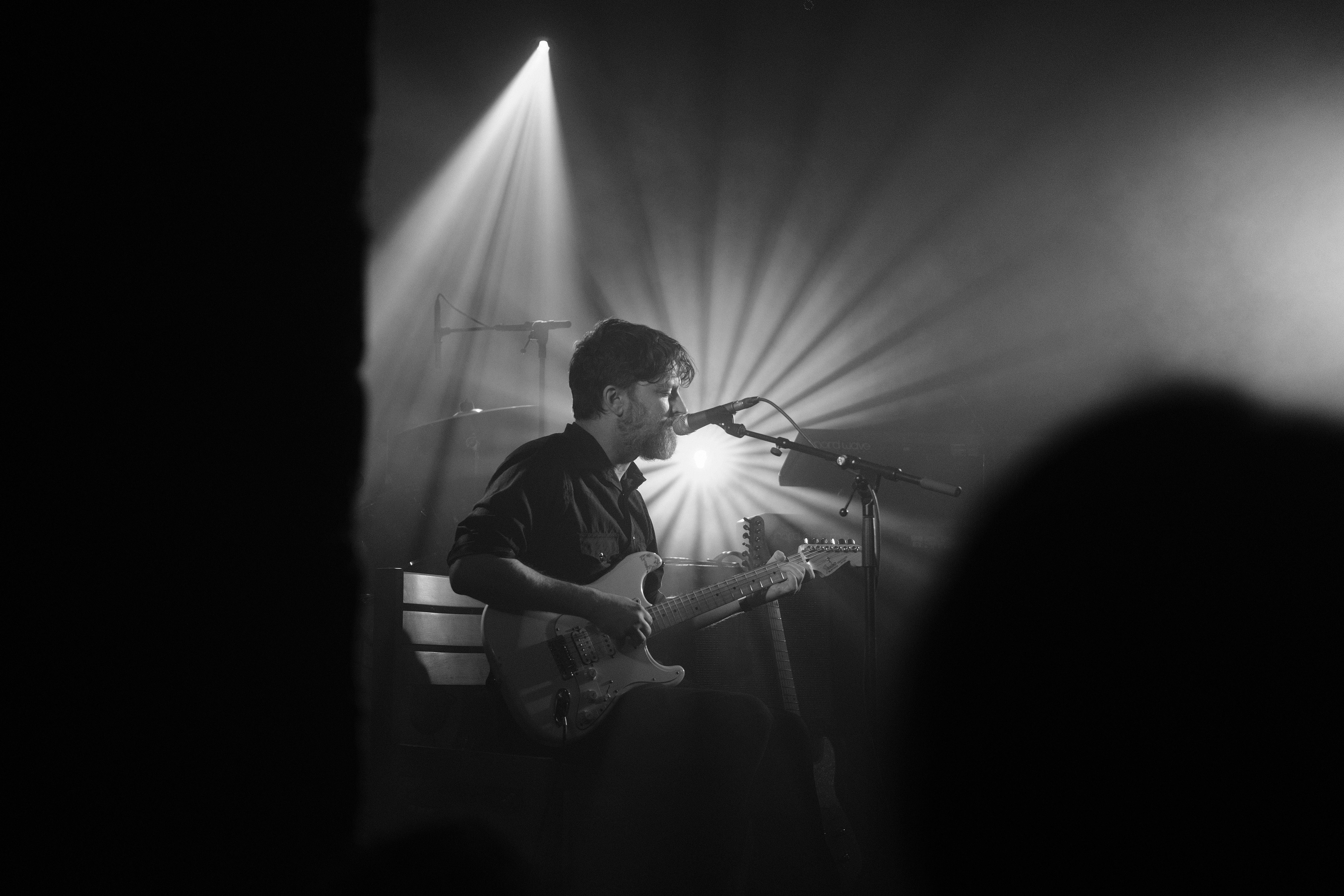
Six Organs of Admittance en Point Éphémère en París, 2016

Six Organs of Admittance es el proyecto musical principal del guitarrista Ben Chasny. La música de Chasny está basada en gran medida en la guitarra y a menudo se considera neofolk; esta incluye influencias obvias de este movimiento musical como el uso de drones, campanas y elementos de percusión eclécticos. Sus álbumes han sido grabados con Drag City y Holy Mountain, entre otras discográficas.
Chasny también forma parte de la banda psicodélica Comets on Fire, y está vinculado a grupos como Badgerlore, Current 93 y Magik Markers. Su proyecto más reciente es Rangda junto a Richard Bishop de Sun City Girls y Chris Corsano, colaborador de Six Organs. Six Organs of Admittance lanzó en 2004 una canción que aparece exclusivamente en el álbum recopilatorio de weird folk The Golden Apples of the Sun. Devendra Banhart, autor de la recopilación, ha declarado que esta canción procede de un álbum de Chasny inédito al que se refiere como el "disco en solitario," del cual circula por Internet un bootleg.

## Discografía
| Year | Title                                                                 |
| ---- | --------------------------------------------------------------------- |
| 1998 | Six Organs of Admittance                                              |
| 1999 | Nightly Trembling                                                     |
| 2000 | Invitation To The SR For Supper 8"                                    |
| 2000 | Dust and Chimes                                                       |
| 2000 | Somewhere Between Her shoulder And God 7"                             |
| 2000 | The Manifestation 12"                                                 |
| 2001 | My Guitar Will Eat You"                                               |
| 2002 | Dark Noontide                                                         |
| 2002 | You Can Always See The Sun EP                                         |
| 2003 | Compathia                                                             |
| 2003 | For Octavio Paz                                                       |
| 2003 | Trighplane Terraforms No.1 Split                                      |
| 2004 | Stephanie Volkmar/Six Organs Of Admittance Split                      |
| 2004 | The Manifestation                                                     |
| 2005 | School of the Flower                                                  |
| 2005 | The Honeycreeper Smiles 7"                                            |
| 2006 | 7" split w / Om                                                       |
| 2006 | Days Of Blood (LP, Limited edition)                                   |
| 2006 | The Sun Awakens                                                       |
| 2007 | Proem To Empty The Sun                                                |
| 2007 | Shelter from the Ash                                                  |
| 2008 | Goatflower (CDr, Limited edition of 100 handmade copies)              |
| 2009 | RTZ (Compilation, Recorded 1999-2003)                                 |
| 2009 | Luminous Night                                                        |
| 2009 | Empty The Sun (companion to novel of the same name by Joseph Mattson) |
| 2011 | Asleep On The Floodplain                                              |
| 2011 | Maria Kapel                                                           |
| 2012 | Ascent                                                                |
| 2015 | Hexadic                                                               |
| 2015 | Hexadic II                                                            |
| 2017 | Burning the Threshold                                                 |
| 2018 | Hexadic III                                                           |
| 2024 | Time is Glass                                                         |